# بیر فضه
بیر فضه (به عربی: بیر الفضة) یک شهرداری در الجزایر است که در استان مسیله واقع شده‌است. بیر فضه ۴٬۴۶۳ نفر جمعیت دارد.